# Монтелеоне ди Сполето
Монтелео̀не ди Сполѐто (на италиански: Monteleone di Spoleto) е село и община в Централна Италия, провинция Перуджа, регион Умбрия. Разположено е на 978 m надморска височина. Населението на общината е 636 души (към 2010 г.).